# Канал Летний Сад
Канал Летний Сад — канал в Санкт-Петербурге, соединявший в XVIII веке Фонтанку с Лебяжьей канавкой, проходил примерно посередине Летнего сада.

Был прорыт на острове Летний сад для осушения местности примерно в 1711 году. Примерно посередине был устроен мост. После разрушительного наводнения 1777 года канал был засыпан и более не восстанавливался.